# Puerto de Corrientes
El puerto de Corrientes es un puerto fluvial, sobre el río Paraná, que sirve a la ciudad de Corrientes, en el noreste de Argentina. Es el segundo puerto más importante de la región, después del de Barranqueras, en la vecina provincia de Chaco.
Tiene alto tráfico comercial, emplazado en el casco céntrico de la ciudad capital de la provincia, en condiciones ideales para funcionar como puerto de pasajeros y de transporte de mercaderías pero que en la actualidad se dedica casi exclusivamente a carga, descarga y almacenaje de contenedores y que por ello demanda ampliación o construcción de un segundo puerto. Por su accesibilidad no se requiere de remolque ni de practicante para el ingreso al puerto. 
Se encuentra bien equipado y cuenta con la ventaja natural de sus barrancas. Si bien es un puerto provincial, su reactivación y explotación se encuentran en manos particulares íntegramente para la explotación de transporte comercial del carga nacional e internacional. El transporte de pasajeros por medios portuarios no se encuentra reactivado y existe un pequeño puerto -de amarre o atracadero- para usos de los particulares y civiles bajo custodia y administración común de la Prefectura Naval Argentina, donde pueden verse una veintena de veleros y embarcaciones pequeñas. 

## Ubicación
El puerto correntino está ubicado a la altura del kilómetro 1208 de la margen izquierda del Río Paraná. Localización espacial según Latitud y Longitud: 27°27'40.30" Sur, 58°50'12.63" Oeste (en decimales: -27.461195,-58.836841). 
La longitud de muelle es de 384 m y su principal ventaja es contar con un calado sin inconveniente durante los 12 meses del año, además de contar con embarcaciones de dragado, balizamiento, custodia, mantenimiento y auxilio que operan desde el mismo puerto con tripulación de larga trayectoria y experiencia en la navegación fluvial. Su calado actual informado para comercio nacional e internacional es de 9 a 12 pies. El ancho del puerto es de 80 m.
Tiene acceso peatonal por las calles La Rioja, Mendoza y Avenida Italia, y vehicular por las calles Mendoza y Avenida Italia. Su particular proximidad a los centros cívicos, políticos y económicos de la ciudad capital le brindan ventajas en la realización de trámites, pero implica una desventaja en la expansión del puerto, por lo cual se estudia construir un segundo puerto más amplio en la zona llamada Perichón, de menor densidad urbana.

### Distancias aproximadas
Distancia al mar (límite exterior del Río de la Plata)
- Por agua 1.409 km
- Por tierra 1.300 km

Distancia a Buenos Aires
- Por agua 1.208 km
- Por tierra 1.060 km

## Comunicaciones
- Radio BLU
- Canal 12 conexión permanente con PNA y Buques
- Canal 16 de urgencias
- Canal 10 canal abierto

## Infraestructura
- Tomas de Agua Potable: 5 (cinco).
- Hidrantes: 3 (tres) en pleno funcionamiento para el caso de incendios.
- Tomas de Energía Eléctrica: 10 (diez)

Cuenta con tres depósitos propios. Dos de 1.050 m² cada uno y el tercero de 750 m² . Alrededor de la ciudad se encuentran diversas playas y depósitos privados disponibles para almacenaje, con costos de transportes a cargo de los clientes en la mayor parte de los casos. Para el transporte terrestre hasta el puerto es conveniente tener en cuenta los accesos a la ciudad capital, los planos de las avenidas y las maniobras de acceso y de salida por tierra del puerto que se encuentran en el casco céntrico y que cuentan con dos plazoletas y/o playones de maniobras, una de ellas de 50 m × 70 m, y 3.500 m² con acceso por calle Mendoza.
Las asignaciones de muelle se realizan por orden de llegada, sin amarres fijos.

## Actualidad
Es un puerto comercial de uso público concesionado por el gobierno de la provincia a través de la Dirección Provincial de Puertos, dependiente del ministerio provincial de obras públicas. El gobierno provincial correntino avanza en nueva concesión para modernizar el puerto, pues se cumplió el contrato con la actual administradora del Puerto de Corrientes, y se resolvió no extender la relación contractual debido a las bajas inversiones realizadas. Se abrió un proceso de licitación orientado a inversiones de equipamientos y maquinarias.
La empresa privada que opera el puerto Terminal Portuaria Corrientes SRL presta servicios como estibajes en terminal portuaria, desconsolidado de contenedores, almacenaje de contenedores, almacenaje y control de stock de carga suelta en Depósito Fiscal, coordinación de entregas de importación, despacho de cargas en camiones de transporte terrestre y movimiento de contenedores dentro de terminal portuaria con vehículos especiales. Cuenta en las proximidades una oficina de Trade Point Corrientes (Centro de Comercio Corrientes), las principales oficinas provinciales de AFIP y Prefectura Naval Argentina.